# سارا أ. هويت
سارا أ. هويت (بالإنجليزية: Sarah A. Hoyt)‏ (18 نوفمبر 1962 في البرتغال)؛ كاتِبة ومؤلِّفة وروائية أمريكية. درست في جامعة بورتو.